# Força de Planck
La força de Planck és la unitat derivant de la força que resulta de la definició de la base de les unitats temporals de Planck. És igual a la unitat natural de moment lineal dividit per la unitat natural de temps.
{\displaystyle F_{\text{P}}={\frac {m_{\text{P}}c}{t_{\text{P}}}}={\frac {c^{4}}{G}}=1.21027\times 10^{44}{\mbox{ N.}}}